# Liste der Kulturgüter in Castel San Pietro
Die Liste der Kulturgüter in Castel San Pietro enthält alle Objekte in der Gemeinde Castel San Pietro im Kanton Tessin, die gemäss der Haager Konvention zum Schutz von Kulturgut bei bewaffneten Konflikten, dem Bundesgesetz vom 20. Juni 2014 über den Schutz der Kulturgüter bei bewaffneten Konflikten sowie der Verordnung vom 29. Oktober 2014 über den Schutz der Kulturgüter bei bewaffneten Konflikten unter Schutz stehen.
Objekte der Kategorien A und B sind vollständig in der Liste enthalten, Objekte der Kategorie C fehlen zurzeit (Stand: 1. Januar 2023).

## Kulturgüter
| Foto |                                                                                   | Objekt                                                                                            | Kat. | Typ | Standort                                | Beschreibung |
| ---- | --------------------------------------------------------------------------------- | ------------------------------------------------------------------------------------------------- | ---- | --- | --------------------------------------- | ------------ |
| ja   | Datei hochladen · Wikidata zu Pfarrkirche Sant’Eusebio (Q3672809)                 | Pfarrkirche Sant’Eusebio / Chiesa parrocchiale di Sant’Eusebio KGS-Nr.: 05384                     | A    | G   | Via alla Chiesa 722026 / 79898          |              |
| ja   | Datei hochladen · Wikidata zu Kirche San Pietro (Q29527156)                       | Kirche San Pietro (Rote Kirche) / Chiesa di San Pietro (Chiesa Rossa) KGS-Nr.: 05385              | A    | G   | Via al Ponte 722333 / 79796             |              |
| ja   | Datei hochladen · Wikidata zu Villa Turconi (Q4012610)                            | Villa Turconi KGS-Nr.: 05387                                                                      | A    | G   | Via Loverciano 2 721465 / 80105         |              |
| BW   | Datei hochladen · Wikidata zu San Pietro, mittelalterliche Burgruine (Q117288409) | San Pietro, mittelalterliche Burgruine / San Pietro, ruderi del castello medievale KGS-Nr.: 01256 | B    | F   | 722259 / 79813                          |              |
| ja   | Datei hochladen · Wikidata zu Kirche Sant’Antonino (Q29884149)                    | Kirche Sant’Antonino / Chiesa di Sant’Antonino KGS-Nr.: 05386                                     | B    | G   | Via Carabelli-artisti 28 722043 / 80458 |              |
| BW   | Datei hochladen · Wikidata zu Bauernhof Vigino (Q117288942)                       | Bauernhof Vigino / Fattoria di Vigino KGS-Nr.: 17211                                              | B    | G   | Via Vigino 25 721413 / 79894            |              |